# نمایشگاه هوایی دبی
نمایشگاه هوایی دبی (عربی: دوباي، إرشو) یک نمایشگاه هوافضا است که هر دو سال یک بار در دبی برگزار می‌شود. این نمایشگاه با حمایت شیخ محمد بن راشد آل مکتوم، شیخ دبی و با همکاری سازمان هواپیمایی دبی، فرودگاه دبی، مرکز تجارت جهانی دبی و نیروهای مسلح امارات متحده عربی برگزار می‌شود. نمایشگاه مذکور از سال ۱۹۸۹ و به وسیلهٔ اف اند ای آئرواسپیس سازماندهی شده‌است.

## نمایش هوایی

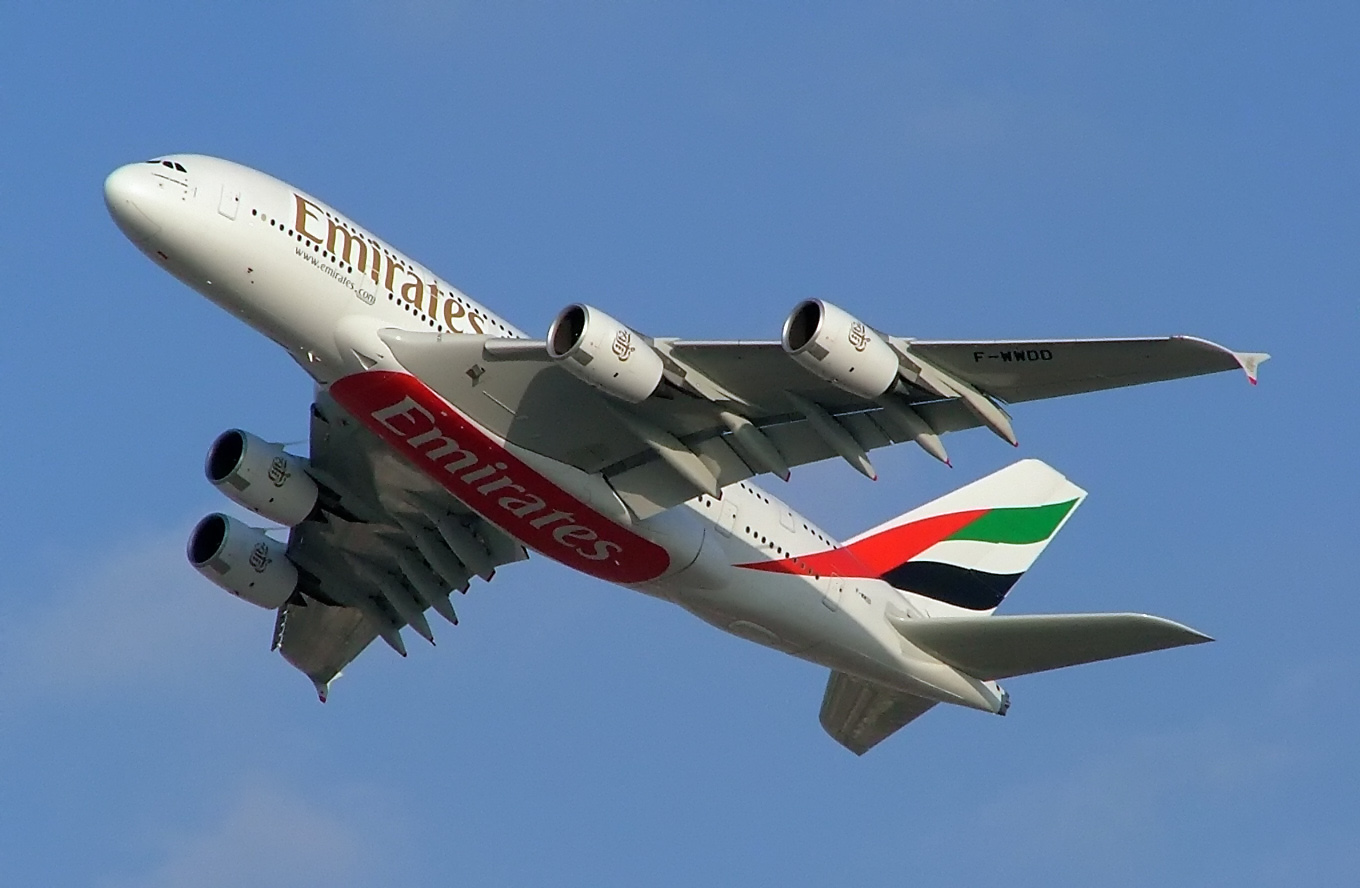
ایرباس ای ۳۸۰ امارات در نمایشگاه ۲۰۰۵

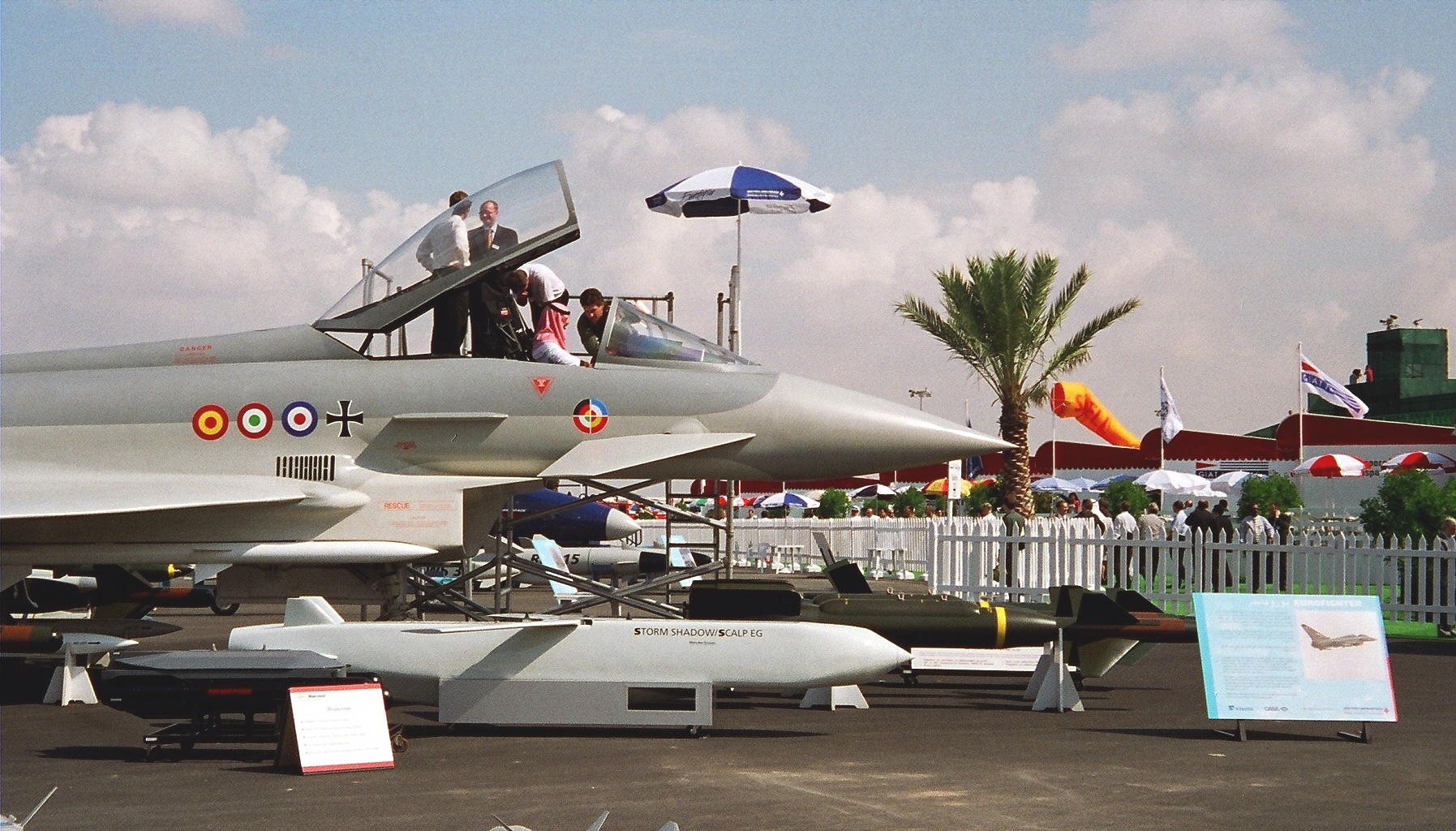
یک فروند یوروفایتر در نمایشگاه ۱۹۹۸

نمایش هوایی قابلیتهای فنی هواپیماهای کمپانی‌های شرکت کننده در نمایشگاه را نشان می دهد . در نمایش هوایی در نمایشگاه هوایی دبی تاکنون ایرباس A380، A400M، F-16، F/A-18، F-22 Raptor، V-22 Osprey، B-1B، و یوروفایتر تایفون شرکت کرده‌اند و تیم های بین المللی از جمله پاترویه از فرانسه، پیکان قرمز از بریتانیا، و الفورسان از امارات نمایش‌های آکروباتیک اجرا کرده‌اند.

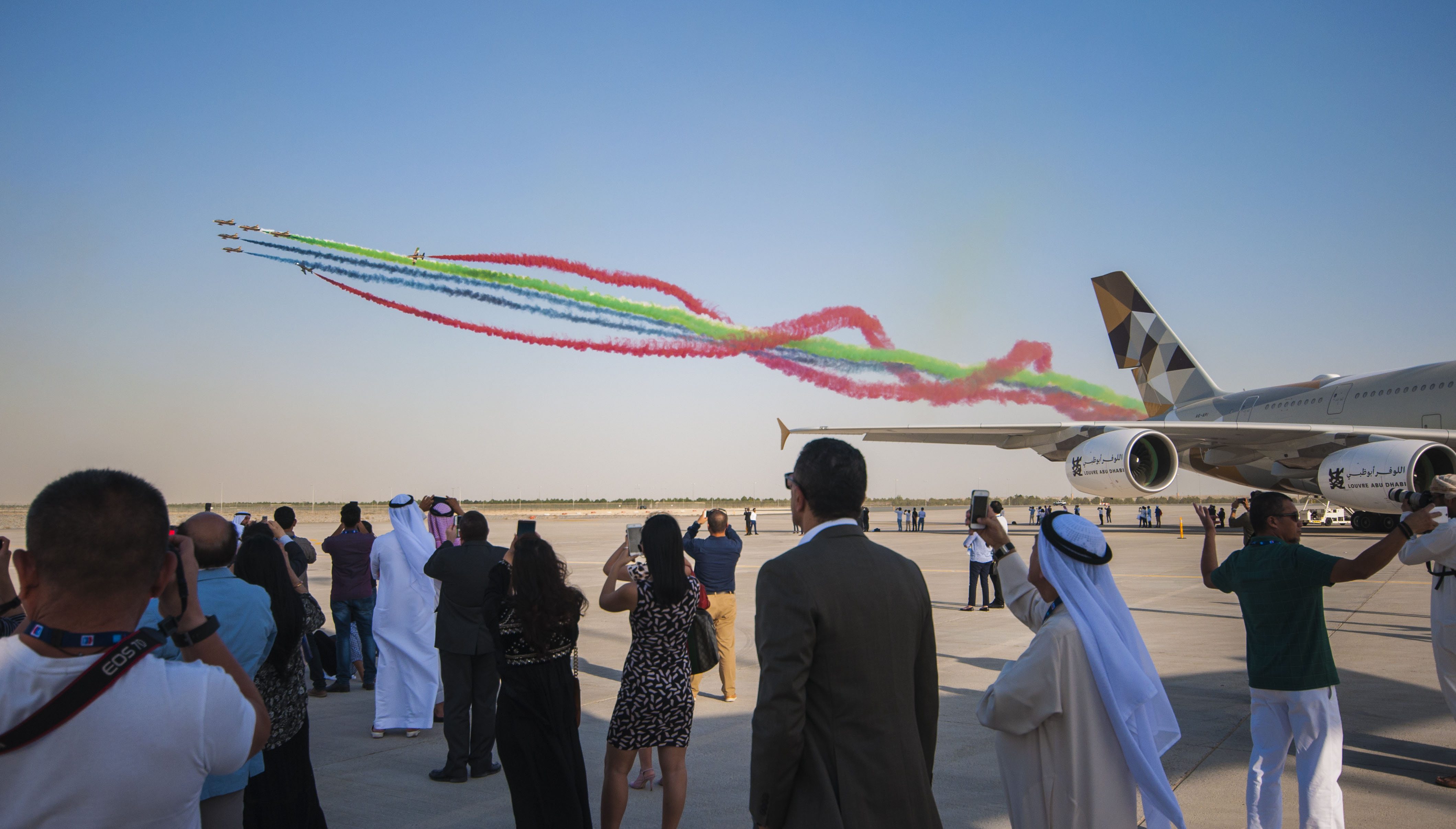
تیم نمایشهای ‍پروازی در نمایشگاه ۲۰۱۷